# Kautokeino
Kautokeino (Guovdageainnu suohkan en same, Koutokeino en finnois) est une localité et une commune de la Norvège, située dans le comté de Finnmark. 
Le nom Guovdageaidnu est d'origine sami et provient de Guovda, qui signifie milieu ou moitié, et Geaidnu, qui veut dire route. Ensemble, ils signifient mi-chemin, car se trouvent au centre de la région et à mi-parcours de deux routes migratoires traditionnelles et à ce titre l'un des centres historiques et traditionnels du peuple autochtone des Samis.  
La principale activité économique de la localité est l'élevage des rennes. C'est également un centre d'enseignement et de culture (cinéma, théâtre).
Le blason de Kautokeino représente une lavvu, la tente traditionnelle du peuple sami.

## Géographie
Kautokeino est la localité la plus méridionale du Finnmark, et voisine d'Alta au nord, Karasjok à l'est, Nordreisa et Kvænangen du comté de Troms à l'ouest, et Enontekiö en Finlande au sud.
Avec 9 704 km2, c'est la commune la plus étendue de Norvège. Quelque 10 000 lacs et étangs couvrent 640 km2 de sa superficie. On compte environ 86 femmes pour 100 hommes. Plus de 50 % de sa population a moins de 30 ans. 
La rivière Kautokeino coule d'un lac proche de la frontière finnoise, puis passe par Kautokeino et Máze avant de rejoindre Alta, pour prendre le nom de rivière Altar. La rivière est généralement désignée en son ensemble Kautokeino/Alta-vassdraget.

## Climat

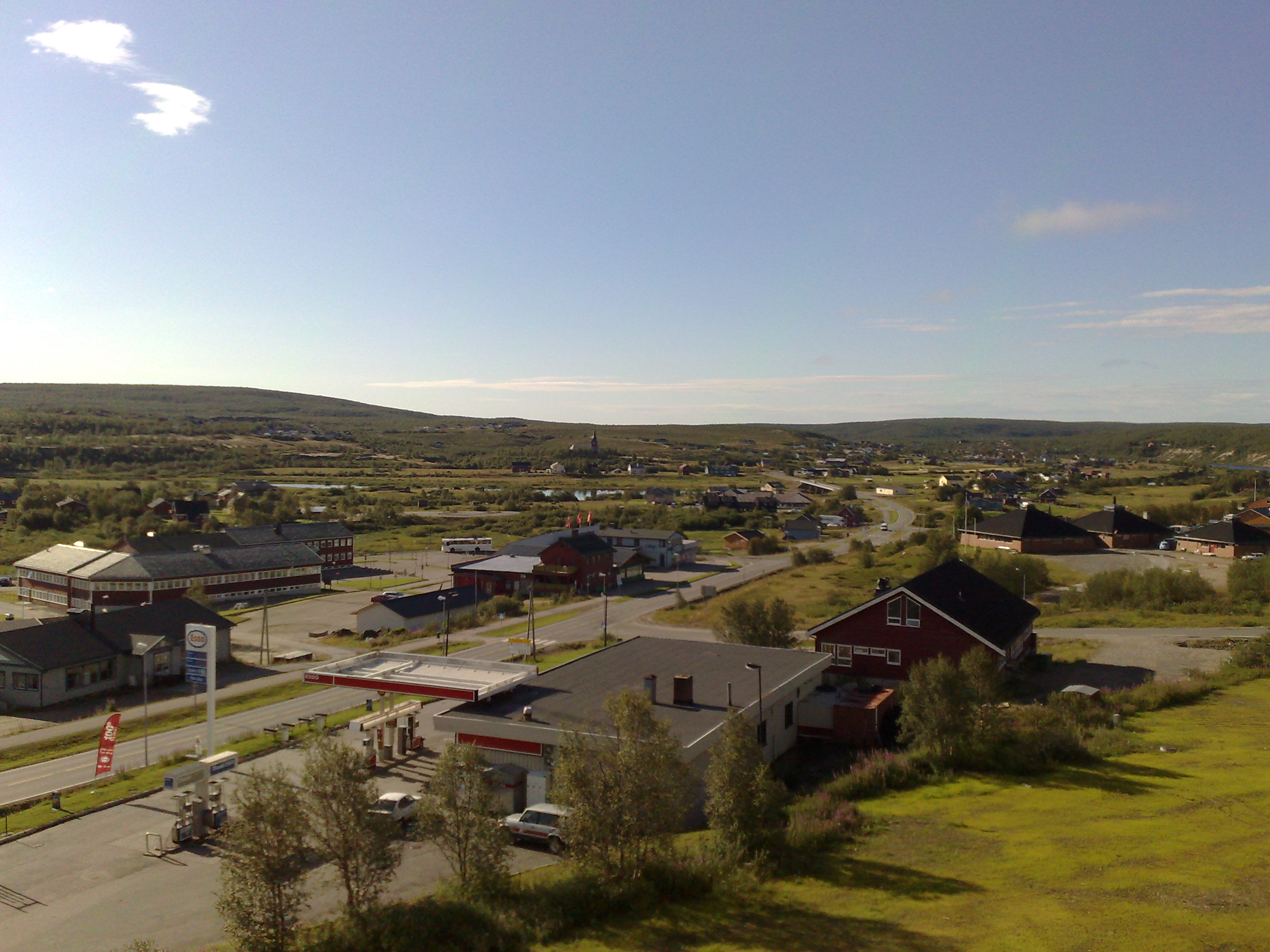
Vue du village de Kautokeino

Kautokeino se trouve dans les terres hautes arctiques de la Norvège septentrionale. Le soleil ne s'y couche pas durant 5 semaines pendant l'été. Il ne se lève pas non plus pendant six semaines en hiver. 
On compte une moyenne de 360 mm de précipitations par an, ce qui est l'un des plus faibles taux du pays. Ce taux est même comparable à celui de certaines parties du Sahara, les basses températures et la végétation ne permettant pas une évaporation et un séchage aussi rapide à Kautokeino.
Durant l'été, les températures varient entre 18 °C et 28 °C. Cette température clémente favorise par ailleurs, avec la présence de quelque 10 000 lacs et étangs, la présence de nombreux moustiques. Les hommes et les rennes tendent d'ailleurs à se rendre sur la côte pendant l'été. 
L'hiver dure de la mi-octobre à la mi-mai. Mais il est particulièrement vigoureux de décembre à février, avec la disparition du soleil. Les températures peuvent tomber à −40 °C. La température annuelle moyenne ces trente dernières années se monte à −2,7 °C.
Le climat sec rend cependant les températures supportables. −6 °C à  Kautokeino est ressenti comme +8 °C sur la côte. Aridité et froid font aussi de Kautokeino un point d'observation idéal pour les aurores boréales.

## Histoire
La région fut au cœur du soulèvement de Kautokeino en 1852 de familles d'éleveurs de rennes sâmes læstadiens contre des notables norvégiens.
À côté de la population Saami traditionnelle, Kautokeino fut également, au cours de l'histoire, un point de rencontre au cœur du Kvenland pour la population finnoise Kveen.
Les Kveen finnois résidant à Kautokeino sont pour la plupart des descendants des émigrants finnois arrivés au cours ou antérieurement au XIXe siècle de Finlande.

## Culture
Kautokeino est avec Karasjok le centre culturel des Samis de langue same du Nord. Pâques est la période principale du retour des saamis vers la localité, pour célébrer des mariages, confirmations, et le festival de Pâques Sáme. Celui-ci inclut des concerts, des courses de rennes et de motoneiges, de pêche sous glace, et le Sámi Melody Grand Prix, une version sami du Concours Eurovision de la chanson.
En juin, le pèlerinage annuel de Kautokeino se pratique à pied ou à vélo. 
En août se déroule un festival du poisson blanc, ainsi que le festival d'automne. Ce dernier comprend une fête, de nombreux concerts, des courses de motoneiges.

## Institutions
Beaivvas Sámi Teahter est le théâtre national Saami situé à Kautokeino. Il joue un rôle important dans la préservation de la culture Saami.
Le Sámi Joatkkaskuvla ja Boazodoalloskuvla est l'école supérieure Saami et d'élevage de rennes. Cette école présente un ancrage Saami particulier, avec notamment des professeurs principalement d'origine Saami, parlant le same. On peut notamment y éudier le duodji (artisanat Saami traditionnel), et l'élevage de rennes. C'est même la seule école supérieur du monde proposant cette spécialité.
La localité accueille une école d'enseignement secondaire, le Sámi allaskuvla.

## Personnalités de Kautokeino
- Ole Henrik Magga (1947-) : premier président du Samediggi et actuel président du forum permanent des Nations unies pour les peuples indigènes.
- Ingor Ánte Áilo Gaup (1960-) : musicien et acteur.
- Máret Ánne Sara (1983-) : artiste, créatrice de l’œuvre d'art engagé Pile o'Sápmi.
- Niko Valkeapää (en) : musicien, gagnant du Norwegian Spelemannsprisen en 2004. (originaire de Finlande, mais vivant à Kautokeino.)
- Nils Gaup (1955-) : réalisateur du film "La Rébellion de Kautokeino" (2008) ayant été nommé à l'Oscar pour son film The Pathfinder (1987).
- Maren Uthaug (1972-) : bloggueuse, dessinatrice de presse et romancière danoise.
- Maddji (1983-) : footballeuse, médecin pédiatre et musicienne.
- Fred Buljo (1988-) : musicien, rappeur, joikeur et producteur musical, ayant représenté la Norvège au Concours Eurovision de la chanson 2019 au sein du groupe KEiiNO et terminé à la sixième place.

## Jumelages
| Ville | Ville      | Pays | Pays   |
| ----- | ---------- | ---- | ------ |
|       | Narian-Mar |      | Russie |

#### Filmographie
- La Rébellion de Kautokeino, film du réalisateur sâme Nils Gaup (co-scénariste Reidar Jönsson), Rubicon film SAS, distribution et édition Malavida, 2008.